# Alexander Gatterburg
Alexander Gatterburg (* 15. Juni 1893; † 27. April 1968) war ein österreichischer Politiker und Gutsbesitzer. Gatterburg war von 1935 bis 1938 Abgeordneter zum Landtag von Niederösterreich.
Alexander entstammte dem Adelsgeschlecht der Grafen von Gatterburg. Er war beruflich als Gutsbesitzer tätig, wobei er ab 1914 Besitzer der Güter Retz und Zwölfaxing war. Er war zudem Oberleutnant der Reserve und wurde 1939 verhaftet. Zuvor hatte er als Vertreter der Land- und Forstwirtschaft vom 17. Mai 1935 bis zum 12. März 1938 dem Ständischen Landtag angehört. Nach dem Ende des Zweiten Weltkriegs war Gatterburg Vorstandsmitglied der Landwirtschaftlichen Kartoffelverwertungs-AG in Wien und der Oberösterreichischen Stärke- und chemischen Industrie AG in Aschach an der Donau.